# Азот (Кемерово)
Кемеровский «Азот» (ранее — Ново-Кемеровский химический комбинат) — предприятие химической отрасли России, специализирующееся на производстве азотных удобрений и аммиачной селитры сельскохозяйственного и промышленного применения. Входит в десятку крупнейших предприятий Кемеровской области. КАО «Азот» занимает второе место по производству капролактама и четвертое место по производству азотных удобрений в России.
КАО «Азот» входит в состав АО ГК «Азот».
АО ГК «Азот» — один из крупнейших агропромышленных комплексов в России, в состав которого входят: КАО «Азот» (Кемерово), ООО «Ангарский Азотно-туковый завод» (Иркутская область), АО «Мелеузовские минеральные удобрения» (Республика Башкортостан), АО «Аммоний» (Республика Татарстан, г. Менделеевск), ООО «Центр передового земледелия» (Кемерово), ООО «Азот-Агро» (Кемерово), а также созданные в 2022 году для реализации стратегии собственной дистрибуторской сети ООО «Аммоний Агро» (Республика Татарстан) и ООО «АзотАгроСнаб» (Кемерово). Предприятия выпускают более 30 видов продукции, которая востребована в 40 странах мира.

## Производство
По данным 2021 года производственные мощности завода позволяли выпускать более 1,2 млн тонн аммиака, 1,3 млн тонн аммиачной селитры, 1 млн тонн азотной кислоты, 600 тысяч тонн карбамида, 300 тысяч тонн сульфата аммония, 125 тысяч тонн капролактама и 146 тысяч тонн карбамидно-аммиачной смеси в год.
В 2023 году Росприроднадзор выявил нарушения на предприятии во время проверки. «Азот» допустил накопление вредных отходов при производстве минеральных удобрений — магнезиальной добавки. Твёрдое покрытие в месте размещения опасного вещества отсутствовало, что привело к загрязнению почвы. По результатам анализов проб было установлено, что отходы относятся к IV классу опасности. Компания добровольно выплатила сумму причинённого природе ущерба, которая составила более 45 млн рублей.

## История
Решение о строительстве Ново-Кемеровского химического комбината было принято Советом Народных комиссаров СССР в апреле 1945 года. Под строительство выделили 800 га земли на окраине города. К строительству привлекались военнопленные и интернированные. К 1947 году была оборудована база особых поставок, склады и ремонтно-строительные мастерские.
5 ноября 1956 года цех № 6-38 выдал первую товарную продукцию по ГОСТу — диметиламин. Его отправляли на кемеровский Азотно-туковый завод, где насыщали водородом, чтобы получить окислитель ракетного топлива — гептил. Он вплоть до 1970-х использовался в реактивных двигателях первых советских ракет «Космос», спутников связи «Молния» и ракетоносителях семейства «Протон». Днём основания Кемеровского «Азота» считается 5 ноября 1956 года, когда была получена первая продукция предприятия.
В 1955 из состава завода выделена и передана в ведение Министерства энергетики Ново-Кемеровская ТЭЦ.
В 1975 году Ново-Кемеровский химкомбинат преобразован в КПО «Азот», который в 1993 году стал акционерным обществом открытого типа. В 1998 году предприятие вошло в состав холдинга СИБУР. В декабре 2011 года — в составе компании АО «СДС Азот».

### Развитие
В 2021 году на КАО «Азот» завершена реализация масштабного инвестиционного проекта по развитию производства минеральных удобрений, конечная цель которого увеличение объёма выпуска аммиачной селитры на 20 % или 227, 6 тыс. тонн в год. В 2021 году состоялся пуск новых установок по производству азотной кислоты по технологии KBR (США) мощностью 500 тонн моногидрата в сутки, производству водорода из природного газа по технологии Linde AG (Германия) мощностью 25 000 м3/час и нового отделения нейтрализации и выпарки производства аммиачной селитры.
В 2022 году КАО «Азот» вошёл в проект производства метанола на площадке «Химпрома». Предприятие вошло в уставный капитал московского ООО «Промышленные технологии» с долей в 5 %.
В 2023 году предприятие выделит 9,8 миллиардов рублей для увеличения производственных мощностей, реконструкцию и модернизацию действующих цехов. Планируется строительство производства жидкой углекислоты и гранулированного сульфата, и комплекса по выпуску аммиака и гранулированного карбамида.
В 2023 году КАО «Азот» совместно с АО «Моделирование и цифровые двойники» разработали и внедрили цифрового двойника (подробную математическую модель технологических процессов предприятия) в производственные процессы завода.

## Руководство
В период с 2015 по 2023 годы должность генерального директора предприятия занимал Игорь Безух. 21 февраля 2023 года его сменил Андрей Вишневский.